# Opowiadania o Leninie

Włodzimierz Lenin w Szwajcarii w 1916

Opowiadania o Leninie (ros. Рассказы о Ленине) – zbiór opowiadań autorstwa Michaiła Zoszczenki z 1940.

## Charakterystyka ogólna
W ZSRR opowiadania o „wodzu rewolucji” były elementem propagandy radzieckiej i choć napisane dla dzieci w wieku przedszkolnym, były lekturą obowiązkową w szkołach w klasach młodszych.
Nie podkreślano przy tym autorstwa Zoszczenki, którego jeszcze w 1946 poddano represjom, następnie aż do śmierci pozbawiono możliwości druku. Opowiadania są przekomarzaniem się, subtelną ironią, parodią moralizatorskich opowieści o Włodzimierzu Leninie. W jednym z opowiadań rybak prosi Lenina o wsparcie dla rybołówstwa, bo ryby, nie mogąc doczekać się radzieckich sieci (za mało ich wytwarzano, również kutry wymagały remontu), odpływają na wody angielskie. Autor bawi się konwencją, gdy ukazuje bohatera jako postać idealną i bez skaz, krynicę cnót – w innym opowiadaniu jako kilkulatek przyznaje się, po dwóch miesiącach wewnętrznej walki, do przypadkowego kłamstwa i zbicia karafki, po czym z ulgą i uśmiechem zasypia. Wszystkie czyny i uwagi bohatera są sprawiedliwe i mądre. Opowiadania były materiałem do tworzenia późniejszych anegdot i parodii.
Utworu nie należy mylić z książką Aleksandra Kononowa z 1939 pod tym samym tytułem, wydaną w Polsce m.in. przez „Naszą Księgarnię” w tłumaczeniu Andrzeja Miłosza w 1950.

## Recepcja w Polsce
Polskie tłumaczenie Opowiadań o Leninie wydała także „Nasza Księgarnia” w 1970 w niewielkim, jak na tamte czasy, nakładzie 30 tys. egzemplarzy. Z uwagi na przedstawienie bohatera z użyciem elementów hagiograficznych, zakrawające na wyrafinowaną kpinę lub ironię – co było celowym zabiegiem znanego z użycia humoru autora – opowiadania osiągnęły duży sukces, bo w Polsce – odczytując tzw. „drugie dno” – czytano je w domach, głośno się śmiejąc. W rezultacie ambasada radziecka w Warszawie zażądała wycofania przekładu z księgarń.

## Nawiązania w kulturze
Wojciech Maziarski opublikował w 2017 nawiązujące do Opowiadań Zoszczenki Czytanki o dobrej zmianie. Lektury z ćwiczeniami dla mord zdradzieckich i kanalii. Miejsce Lenina zajmuje tam Jarosław Kaczyński.

## Tytuły
Opowiadania zamieszczone w publikacji:
- Karafka
- Szary koziołeczek
- Opowieść o tym, jak się Lenin uczył
- O tym, jak Lenin przestał palić
- O tym, jak Lenin przechytrzył żandarmów
- Czasami można jeść kałamarze
- O tym, jak Lenin kupił zabawkę pewnemu chłopcu
- U fryzjera
- Zamach na Lenina
- Lenin i wartownik
- O tym, jak Leninowi podarowano rybę
- O tym, jak ciocia Teodozja rozmawiała z Leninem
- Lenin i zdun
- Omyłka
- Pszczoły
- Na polowaniu

## Polskie wydania
- 1970, Warszawa: Instytut Wydawniczy „Nasza Księgarnia”, tł. Adam Galis, il. Anna Włoczewska, OCLC 830849761, PB 1970/3224[11]
- 1992, Olsztyn: Wydawnictwo EF-TE-ER, tł. Adam Galis. ISBN 978-83-900115-4-7.
- 1999, Bajeczki o towarzyszu Leninie. Według Michaiła Zoszczenki, tł. i czyta Janusz Horodniczy; koment. Jerzy Stefański, Warszawa: Accord Song, cop. 2004. Audiobook on CD, OCLC 838934320.

## Prace naukowe
- Monika Goszczyńska, „To jest wielki człowiek! A jaki skromny!”. Uczłowieczony wizerunek Lenina w opowiadaniach, „Przegląd Rusycystyczny”, R. 36, nr 3 (2014), s. 59–76.